# Högertrafikomläggningen i Göteborg

Dagen H:s logotyp

Högertrafikomläggningen i Göteborg genomfördes den 3 september 1967.
Lokalt trafikförbud rådde inom Göteborgs centrala delar och inom del av Hisingen från lördag den 2 september kl. 15.00 till söndag den 3 september kl. 15.00. Klockan 06.00 i stadens ytterområden och kl. 15.00 i centrala staden och på del av Hisingen blev det åter tillåtet för trafikanter att köra, men då på höger sida. 
Omläggningen till högertrafik i Göteborg föregicks av omfattande ändringsarbeten, bland annat:
- cirka 300 platser i gatunätet
- 140 trafiksignaler
- ca 20 000 vägmärken
- målningsmarkering med mera
- större delen av stadens 950 spårvagns- och busshållplatser
- ett nittiotal taxistationer samt spårvagnar och bussar.